# Borsäuretriethylester
Borsäuretriethylester (Triethylborat) ist eine chemische Verbindung aus der Gruppe der Borsäureester. Es ist der Ethylester der Borsäure.

## Darstellung
Borsäuretriethylester entsteht durch Veresterung von Borsäure mit Ethanol in Gegenwart saurer Katalysatoren:
{\displaystyle \mathrm {B(OH)_{3}+3\ C_{2}H_{5}OH\longrightarrow (C_{2}H_{5}O)_{3}B+3\ H_{2}O} }
Alternativ kann die Verbindung durch Reaktion von Bortrichlorid mit Ethanol erhalten werden:
{\displaystyle {\ce {BCl3 + 3 C2H5OH -> B(OC2H5)3 + 3 HCl}}}
Bei Entzündung der entstehenden Lösung färbt sich die Flamme schwachgelb, da die Ausbeute der Gleichgewichtsreaktion gering ist. Die Zugabe von Schwefelsäure katalysiert die Esterbildung, wodurch sich bei der Verbrennung der damit behandelten Lösung die Flamme grün färbt.

## Eigenschaften
Borsäuretriethylester ist eine leichtentzündliche, leicht flüchtige, farblose Flüssigkeit mit schwach ethanolischem Geruch. In Wasser zersetzt sie sich und bei der Verbrennung entsteht – ähnlich wie bei Borsäuretrimethylester – eine grüne Flamme. Borsäuretriethylester besitzt eine kinematische Viskosität von 0,503 mm2/s.

## Verwendung
Borsäuretriethylester wird als Lösungsmittel und Katalysator bei der Herstellung von Farben und anderen chemischen Verbindungen (z. B. Natriumborhydrid) verwendet. Es dient weiterhin als Ausgangsprodukt zur Herstellung von Flammschutzmitteln.

## Sicherheitshinweise
Die Dämpfe von Borsäuretriethylester können mit Luft ein explosionsfähiges Gemisch (Flammpunkt 11 °C) bilden.